# Isla de San Jorge (Mozambique)
Isla de San Jorge (en portugués: Ilha de São Jorge) es una pequeña isla situada a la entrada del puerto de Mozambique ( porto de Moçambique), conocida por el ser el lugar donde Vasco da Gama desembarco y asistió a una misa, el 1 de febrero de 1499, regresando de su primer viaje a la India. En el siglo XX se construyó un faro allí.